# Yibuti en los Juegos Olímpicos de Londres 2012
Yibuti estuvo representado en los Juegos Olímpicos de Londres 2012 por cuatro deportistas, dos hombres y dos mujeres, que compitieron en tres deportes.
La portadora de la bandera en la ceremonia de apertura fue la atleta Zourah Ali. El equipo olímpico yibutiano no obtuvo ninguna medalla en estos Juegos.